# Brenzone
Brenzone est une commune de la province de Vérone dans la Vénétie en Italie.

## Administration
| Période  | Période  | Identité         | Étiquette     | Qualité |
| -------- | -------- | ---------------- | ------------- | ------- |
| mai 2019 | En cours | Davide Benedetti | Liste civique |         |

### Hameaux
Assenza, Biaza, Campo (non habité), Castelletto, Castello, Magugnano (sede comunale), Marniga, Porto, Sommavilla

### Communes limitrophes
Ferrara di Monte Baldo, Gargnano, Malcesine, San Zeno di Montagna, Tignale, Torri del Benaco, Tremosine

### Article lié
- Île Trimelone